# Ahmad Shah di Pahang
Ahmad Shah ibni Abu Bakar (Pekan, 24 ottobre 1930 – Kuala Lumpur, 22 maggio 2019) è stato sultano di Pahang dal 1974 al 15 gennaio 2019, giorno in cui ha abdicato in favore del figlio Tengku Abdullah, ed è stato Yang di-Pertuan Agong della Malaysia dal 1979 al 1984.

## Biografia
Ahmad Shah nacque all'Istana Mangga Tunggal di Pekan il 24 ottobre 1930. Era l'unico figlio di Abu Bakar Riayatuddin Al-Muadzam Shah ibni Almarhum Sultan Abdullah Al-Mutassimu Billah Shah, regnante dal 1932 al 1974, e della sua consorte ufficiale e regale, Tengku Ampuan Besar Fatimah binti Almarhum Sultan Sir Alang Iskandar Shah II Kaddasullah.
Studiò al Malay College di Kuala Kangsar e ottenne dei diplomi in pubblica amministrazione al Worcester College dell'Università di Oxford e all'Università di Exeter.
Il 7 maggio 1974, il giorno dopo la morte del padre, gli succedette come sultano.
Il 29 marzo 1979 fu eletto Yang di-Pertuan Agong. L'elezione fu segnata da polemiche, essendo considerato in contrasto con il primo ministro Mahathir Mohamad. Tuttavia, le voci si rivelarono false e il monarca dimostrò di essere un appassionato ammiratore del primo ministro.
Fu presidente della Federazione calcistica della Malaysia dal 1984 al 2014, presidente dell'Asian Football Confederation dal 1994 al 2002 e presidente dell'ASEAN Football Federation dal 2007.
Ahmad Shah fu una personalità controversa, ostinata, e spesso costrinse i suoi principali ministri a dimettersi per piccoli contrasti.
Il 28 dicembre 2016, con il suo consenso, suo figlio Tengku Abdullah venne nominato reggente del sultanato.
L'11 gennaio 2019, visto il perdurare delle sue cattive condizioni di salute, il consiglio reale, riunitosi in via straordinaria, decise la sua abdicazione. Lo stesso consiglio approvò un emendamento alla Costituzione del sultanato che attribuì poteri maggiori al consiglio stesso tra i quali quello di deporre il sovrano qualora fosse incapace di regnare per ragioni di salute. L'abdicazione entrò in vigore la mezzanotte del 15 gennaio. Gli succedette il figlio maggiore Abdullah, già principe ereditario e reggente. Il 24 dello stesso mese Abdullah fu eletto Yang di-Pertuan Agong.

## Vita personale
Il sultano era sposato con Tengku Ampuan Afzan binti Tengku Panglima Perang Muhammad, membro della famiglia reale di Terengganu, che servì come Raja Permaisuri Agong e che morì il 29 giugno 1988. Dal matrimonio nacquero sette figli, due maschi e cinque femmine: Tengku Meriam, Tengku Muhaini, Tengku Aishah, Tengku Abdullah, Tengku Abdul Rahman, Tengku Hajah Nong Fatimah e Tengku Hajah Shahariah.
In seguito, nel 1991, si risposò con Kalsom binti Abdullah. La seconda moglie gli diede un figlio maschio, Tengku Abdul Fahd Mu'adzam.

## Hobby e interessi
I suoi hobby prediletti erano il calcio, il golf, il polo e l'equitazione.

## Posizioni nelle forze armate
Come Yang di-Pertuan Agong, il sultano Ahmad Shah venne designato automaticamente, in base alle disposizioni costituzionali, comandante supremo delle Forze Armate malesi, assumendo il rango di maresciallo della Forza Aerea, ammiraglio della Marina Militare e feldmaresciallo dell'esercito.

## Morte e funerale
Da tempo malato, morì al National Heart Institute di Kuala Lumpur alle 8.50 del 22 maggio 2019 all'età di 88 anni. Le esequie si tennero il giorno successivo a Pekan. Fu poi sepolto accanto alla prima moglie nel mausoleo reale.

## Albero genealogico
|                                                |                               |                                             | Genitori                             |  |  | Nonni |  |  | Bisnonni                                  |  |  | Trisnonni                          |  |
|                                                |                               |                                             |                                      |  |  |       |  |  | Sultano Ahmad al-Muadzam Shah di Pahang * |  |  | Raja Bendahara Tun Ali di Pahang * |  |
|                                                |                               |                                             |                                      |  |  |       |  |  | Sultano Ahmad al-Muadzam Shah di Pahang * |  |  | Raja Bendahara Tun Ali di Pahang * |  |
|                                                |                               | Encik Long binti Encik Esah *               |                                      |  |  |       |  |  | Sultano Ahmad al-Muadzam Shah di Pahang * |  |  |                                    |  |
| Sultano Abdullah al-Mu'tassim Billah di Pahang |                               |                                             |                                      |  |  |       |  |  | Sultano Ahmad al-Muadzam Shah di Pahang * |  |  |                                    |  |
|                                                |                               | Cik Kusuma binti Tok Minal Daeng Koro       | Tok Minal Daeng Koro bin Daeng Merak |  |  |       |  |  |                                           |  |  |                                    |  |
|                                                |                               | Cik Kusuma binti Tok Minal Daeng Koro       | Tok Minal Daeng Koro bin Daeng Merak |  |  |       |  |  |                                           |  |  |                                    |  |
|                                                |                               | Cik Kusuma binti Tok Minal Daeng Koro       | Tok Yak                              |  |  |       |  |  |                                           |  |  |                                    |  |
| Sultano Abu Bakar di Pahang                    |                               | Cik Kusuma binti Tok Minal Daeng Koro       |                                      |  |  |       |  |  |                                           |  |  |                                    |  |
|                                                |                               | Yang Berbahagia Tun Abdullah bin Abdul Rauf | Yang Berbahagia Tun Abdul Rauf       |  |  |       |  |  |                                           |  |  |                                    |  |
|                                                |                               | Yang Berbahagia Tun Abdullah bin Abdul Rauf | Yang Berbahagia Tun Abdul Rauf       |  |  |       |  |  |                                           |  |  |                                    |  |
|                                                |                               | Yang Berbahagia Tun Abdullah bin Abdul Rauf | …                                    |  |  |       |  |  |                                           |  |  |                                    |  |
| Tengku Kalsum bint Abdullah                    |                               | Yang Berbahagia Tun Abdullah bin Abdul Rauf |                                      |  |  |       |  |  |                                           |  |  |                                    |  |
|                                                |                               | …                                           | …                                    |  |  |       |  |  |                                           |  |  |                                    |  |
|                                                |                               | …                                           | …                                    |  |  |       |  |  |                                           |  |  |                                    |  |
|                                                |                               | …                                           | …                                    |  |  |       |  |  |                                           |  |  |                                    |  |
| Sultano Ahmad Shah di Pahang                   |                               | …                                           |                                      |  |  |       |  |  |                                           |  |  |                                    |  |
|                                                | Sultano Idris Shah I di Perak | Sultano Alang Iskandar di Perak             |                                      |  |  |       |  |  |                                           |  |  |                                    |  |
|                                                | Sultano Idris Shah I di Perak | Sultano Alang Iskandar di Perak             |                                      |  |  |       |  |  |                                           |  |  |                                    |  |
|                                                | Sultano Idris Shah I di Perak | Cik Ken Uda Sari binti Abdul Rahman         |                                      |  |  |       |  |  |                                           |  |  |                                    |  |
| Sultano Iskandar di Perak                      | Sultano Idris Shah I di Perak |                                             |                                      |  |  |       |  |  |                                           |  |  |                                    |  |
|                                                |                               | Cik Ngah Manah binti Manda Duwayat          | Manda Duwayat                        |  |  |       |  |  |                                           |  |  |                                    |  |
|                                                |                               | Cik Ngah Manah binti Manda Duwayat          | Manda Duwayat                        |  |  |       |  |  |                                           |  |  |                                    |  |
|                                                |                               | Cik Ngah Manah binti Manda Duwayat          | …                                    |  |  |       |  |  |                                           |  |  |                                    |  |
| Tengku Fatima bint Iskandar                    |                               | Cik Ngah Manah binti Manda Duwayat          |                                      |  |  |       |  |  |                                           |  |  |                                    |  |
|                                                |                               | Sultano Ahmad al-Muadzam Shah di Pahang *   | Raja Bendahara Tun Ali di Pahang *   |  |  |       |  |  |                                           |  |  |                                    |  |
|                                                |                               | Sultano Ahmad al-Muadzam Shah di Pahang *   | Raja Bendahara Tun Ali di Pahang *   |  |  |       |  |  |                                           |  |  |                                    |  |
|                                                |                               | Sultano Ahmad al-Muadzam Shah di Pahang *   | Encik Long binti Encik Esah *        |  |  |       |  |  |                                           |  |  |                                    |  |
| Tengku Nong Fatima bint Ahmad                  |                               | Sultano Ahmad al-Muadzam Shah di Pahang *   |                                      |  |  |       |  |  |                                           |  |  |                                    |  |
|                                                |                               | Tengku Fatima bint Muhammad                 | Tengku Muhammad bin Bendahara        |  |  |       |  |  |                                           |  |  |                                    |  |
|                                                |                               | Tengku Fatima bint Muhammad                 | Tengku Muhammad bin Bendahara        |  |  |       |  |  |                                           |  |  |                                    |  |
|                                                |                               | Tengku Fatima bint Muhammad                 | …                                    |  |  |       |  |  |                                           |  |  |                                    |  |
|                                                |                               | Tengku Fatima bint Muhammad                 |                                      |  |  |       |  |  |                                           |  |  |                                    |  |

## Onorificenze

### Onorificenze malesi
Personalmente è stato insignito dei titoli di:

### Onorificenze straniere

#### Onorificenze di organizzazioni internazionali
fonte: